# Expo Park/USC (Metro de Los Ángeles)
Expo Park/USC (anteriormente University) es una estación en la línea E del Metro de Los Ángeles. La estación se encuentra localizada en 661 Exposition Boulevard en University Park, Los Ángeles adjunto Exposition Park. La estación Expo Park/USC de Pacific Electric fue inaugurada el 17 de octubre de 1875 y reconstruida e reinaugurada por Metro el 28 de abril de 2012. La Autoridad de Transporte Metropolitano del Condado de Los Ángeles es la encargada por el mantenimiento y administración de la estación. 

## Descripción y servicios
La estación Expo Park/USC cuenta con 2 plataformas laterales y 2 vías.  